# حمام ربي (مسرحية)
حمام ربي مسرحية جزائرية لعبد القادر علولة وعرضت بالمسرح الجهوي لوهران عام 1975م .